# 1992 AX

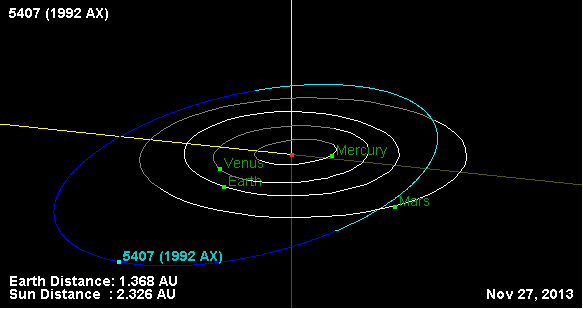
1992 AX

1992 AX är en asteroid som korsar Mars omloppsbana. Den upptäcktes 4 januari 1992 av de båda japanska astronomerna Seiji Ueda och Hiroshi Kaneda i Kushiro.
Asteroiden har en diameter på ungefär 2 kilometer.